# Google Scholar
Google Scholar è un motore di ricerca accessibile liberamente che tramite parole chiave specifiche consente di individuare testi della letteratura accademica come articoli sottoposti a revisione paritaria, tesi di laurea e dottorato, libri, prestampe, sommari, recensioni e rapporti tecnici di tutti i settori della ricerca scientifica e tecnologica. Consente di reperire articoli da una vasta gamma di case editrici che si rivolgono al mondo dello studio e della ricerca da associazioni scientifiche e professionali, depositi di prestampe e università, oltre che nella galassia di articoli scientifici e culturali distribuiti sul Web.

## Descrizione
Gli articoli in esso indicizzati comprendono pure quelli pubblicati da Elsevier (il più grande editore scientifico a livello globale), e nella sua funzione è simile al motore di ricerca interno Scirus di Elsevier ed a Citeseer. È anche molto simile a quelli a pagamento Scopus e Thomson ISI Web of Science. Google Scholar in ogni caso sostiene di coprire più siti web, sorgenti giornalistiche e lingue di tutti gli altri.
Il suo motto è Sali sulle spalle dei giganti (in inglese: stand on the shoulders of giants) ed è un'espressione ricavata dalla famosa frase di Isaac Newton "Se ho visto più lontano è perché sono salito sulle spalle dei giganti che mi hanno preceduto", ma risalente nella sua prima formulazione a Giovanni di Salisbury (XII secolo): "Bernardo di Chartres diceva che noi siamo come nani che siedono sulle spalle di giganti, di modo che possiamo vedere più cose e più lontano di loro, non con l'acutezza del nostro sguardo o con l'altezza del corpo, ma perché siamo portati più in alto e siamo sollevati ad altezza gigantesca". Il motto si riferisce alla possibilità di elevarsi nelle conoscenze e nelle competenze aperta dalla migliore accessibilità della letteratura accademica, termine questo da intendersi nel senso lato consentito dal World Wide Web. La frase di Newton fu riutilizzata poi da Hegel.
In termini di caratteristiche, Google Scholar permette agli utenti di ricercare per copie fisiche e/o digitali di articoli anche se questi appartengono a biblioteche online. Se l'articolo è disponibile liberamente sul web, questi collegamenti verranno mostrati. Nel luglio 2011 ha introdotto I10-index, il numero di pubblicazioni accademiche che un autore ha scritto e che hanno ricevuto almeno dieci citazioni.